# Менечу-Пеминтень
Менечу-Пеминтень, Менечу-Пеминтені (рум. Măneciu-Pământeni) — село у повіті Прахова в Румунії. Входить до складу комуни Менечу.
Село розташоване на відстані 95 км на північ від Бухареста, 39 км на північ від Плоєшті, 50 км на південний схід від Брашова.

## Населення
За даними перепису населення 2002 року у селі проживала 4031 особа, з них 4028 осіб (99,9%) румунів. Рідною мовою 4030 осіб (> 99,9%) назвали румунську.